# 安芸津郵便局
安芸津郵便局（あきつゆうびんきょく）は、広島県東広島市にある郵便局。民営化前の分類では集配特定郵便局であった。

## 概要
住所：〒739-2499 広島県東広島市安芸津町三津4386

## 沿革
- 1967年（昭和42年）3月15日 - 安芸津風早郵便局から和文電報配達業務を移管[1]。
- 1970年（昭和45年）6月26日 - 電話交換および和文電報配達業務を安芸津電報電話局に移管。
- 2007年（平成19年）3月5日 - ゆうゆう窓口を廃止。郵便番号を729-24xxから739-24xxへ変更。
- 2007年（平成19年）10月1日 - 民営化に伴い、併設された郵便事業安芸西条支店安芸津集配センターに一部業務を移管。
- 2012年（平成24年）10月1日 - 日本郵便株式会社発足に伴い、郵便事業安芸西条支店安芸津集配センターを安芸津郵便局に統合。

## 取扱内容
- 郵便、印紙、ゆうパック、内容証明
- 貯金、為替、振替、振込、国際送金、国債
- 生命保険、バイク自賠責保険
- ゆうちょ銀行ATM
- 東広島市安芸津町の集配業務

## 周辺
- 東広島市役所安芸津支所
- 広島県立安芸津病院
- 東広島市立安芸津図書館
- 国道185号
- 広島県道32号安芸津下三永線

## アクセス
- JR呉線 安芸津駅から徒歩約5分
- 芸陽バス 安芸津駅停留所下車
- 駐車場あり：3台